# Мала вежа (Кам'янець-Подільська фортеця)
Мала́ за́хідна ве́жа — невелика фортечна вежа № 6 Старого замку міста Кам'янець-Подільський. Пам'ятка — приклад ранньої фланкувальної вежі.

## Згадка в історичних джерелах
Опис вежі зберігся в «Реєстрі всіх будівель навколо замку Кам'янецького» за 1544 рік:

| «Біля Нової вежі неподалік розташована Мала вежа, яка тепер, за місцевими потребами, знову обтинькована всередині і приведена до ладу. Незначна частина рову, що лежить під цією вежею, виправлена при панові Іскржицькому».[1] |

## Історія

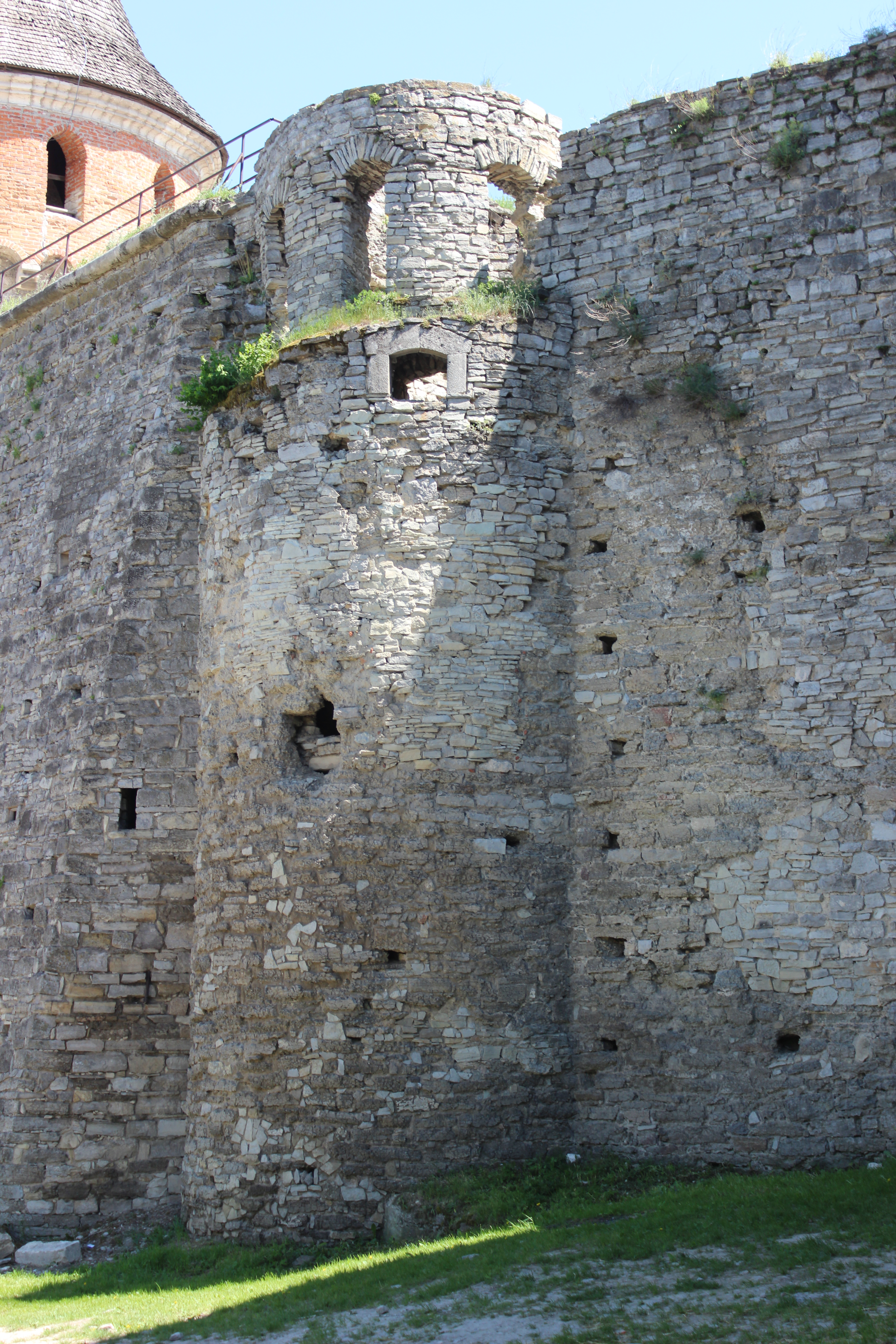
Мала вежа

Вежа зведена наприкінці XIV  сторіччя. 
У 1542-1544 роках під керівництвом військового інженера й архітектора Йова Претфеса (Претвича) виконали ремонтні роботи. Потовщені стіни, отвори між зубцями закладені з облаштуванням над ними розвантажувальних перемичок і накладкою стіни. Під час штурму 1672 року вежа була пошкоджена.

## Опис
Розташована на переломі південно-західних зовнішніх мурів замку.
Вежа овальна в плані, діаметрами — 2,8 і 2,2 м, розкрита в бік двору. Зовні вона у вигляді неповного півкола виступає на 2 м з площини західних мурів. Її висота — 7 м, з рівня двору, куди вона виходить другим ярусом, — 3 м. Загальна товщина стін — 2,5 м. Бійниці першого ярусу зберігають на щоках стики різночасових кладок.